# 齐性空间
在数学上，特别是李群、代数群与拓扑群的理论中，群G的齐性空间（homogeneous space）是指一个非空流形或拓扑空间X，G传递地作用在X上，G中的元素称之为X的对称。一个特例是空间X的自同构群，这里自同构群可以是等距同构群、微分同胚群或是同胚群。在这些例子中，如果在直观上将X的任意局部视作相同，则X是齐性的。像是等距同构（刚体几何）、微分同胚（微分几何）或是同胚（拓扑）。一些作者要求G的作用是有效的（或忠实），不过本文并不要求这样。从而X上存在可以想象为保持X上相同“几何结构”的一个群作用，使X成为一个单G-轨道。

## 正式定义
设X是一个非空集合，G是一个群。如果存在G在X上一个作用，则X称为一个G-空间。注意G通过自同构自动作用在这个集合上。如果X还额外属于某一个范畴，则要求G中元素的作用是这个范畴中的自同构。从而由G在X上产生的映射保持结构。一个齐性空间是一个G作用传递的G空间。
简明地说，如果X是范畴C中一个对象，则一个G-空间结构是G到范畴C中对象X的自同构群一个同态：
{\displaystyle \rho :G\to \mathrm {Aut} _{\mathbf {C} }(X).}
若ρ(G)是承载集合X的一个传递的、对称群，则二元组 (X,ρ)定义了一个齐性空间。

### 例子
例如，若X是一个拓扑空间，则要求群元素在X上的作用是自同胚。G-空间的结构是到X自同胚群的一个群同态ρ : G → Homeo(X)。
类似地，如果X是一个微分流形，则群元素是微分同胚。G-空间结构是到X微分同胚群的一个群同态ρ : G → Diffeo(X)。

## 几何
从埃尔朗根纲领的观点，可以理解在X的几何中“所有点是一样的”。十九世纪中叶黎曼几何提出之前的所有几何本质上都是如此。
例如欧几里得空间、仿射空间和射影空间都自然是相应对称群的齐性空间。这对常曲率非欧几里得几何模型，比如双曲空间，同样成立。
一个深一点的经典例子是三维射影空间里线组成的空间（等价于，四维向量空间中的二维子空间）。用简单的线性代数可以证明GL4传递作用在这个空间上。我们可用“线坐标”将其参数化：存在2×4矩阵的2×2 子式使得其列向量是子空间的两个基向量。所得空间的几何是尤里乌斯·普吕克的线几何。

## 作为陪集的齐性空间
一般地，如果X是一个齐性空间，而Ho是X中某一给定点o的稳定子（选取一个原点），X中的点对应于左陪集G/Ho。
选取不同的原点o一般将得到G商去一个不同子群Ho′，它与Ho相差一个G的内自同构。准确地，
{\displaystyle H_{o'}=gH_{o}g^{-1}}    (1)
这里g是G中任何元素使得go = o′。注意内自同构 (1)与g的选取无关，只取决与g模去Ho。
如果G在X上的作用连续，则H是G的一个闭子群。特别地，如果G是一个李群，则由嘉当定理H是一个闭李子群。从而G/H是一个光滑流形，并且X带有与这个群作用相容惟一的光滑结构。
如果H是恒同子群{e}，则X是一个主齐性空间。

## 例子
对线几何之例子，我们可将H等同于16-维一般线性群
GL4
的一个12-维子群，由如下矩阵元素的条件定义
h13 = h14 = h23 = h24 = 0,
通过寻找前两个标准基向量生成的子空间的稳定子。这便证明了X的维数是4。
因为由子式给出的齐次坐标有6个，这意味着后者不是互相独立的。事实上这六个子式间有一个二次关系，已为十九世纪的几何学家知道。
这个例子是比射影空间更早发现的第一个格拉斯曼流形。在数学的通常使用中有许多更深入的典型线性群的齐性空间。

## 准齐性向量空间
准齐性向量空间概念由佐藤幹夫提出。
它是带有一个代数群G作用的有限维向量空间X，使得存在G的一个轨道在扎里斯基拓扑下是开集（从而稠密）。一个例子是GL1作用在一维空间空间上。
这个定义比它最初出现时更加严格：这样的空间具有不寻常的性质，不可约准齐性向量空间在相差一个稱之為「castling」的轉換下存在一个分类。

## 物理中的齐性空间
凡用到广义相对论的宇宙学都会使用比安基分类系统。相对论中的齐性空间代表某种宇宙模型的背景度量的空间部分；例如弗里德曼-勒梅特-罗伯逊-沃尔克度量的三个案例可以用比安基I（平坦），V（开），VII（平坦或开）与IX（闭）型子集来代表，而Mixmaster universe代表一个比安基IX型宇宙的各向异性例子。
一个N维齐性空间允许一个由N(N-1)/2 基灵向量场组成的集合。三维时，总共给出了六个线性无关的基灵向量场；齐性3-空间可以使用这些向量场的线性组合，来寻找在任何地方都非零的基灵向量场{\displaystyle \xi _{i}^{(a)}}，
{\displaystyle \xi _{[i;k]}^{(a)}=C_{\ bc}^{a}\xi _{i}^{(b)}\xi _{k}^{(c)},}
这里{\displaystyle C_{\ bc}^{a}}为“结构常数”，是一个常秩-3张量，两个下指标反对称，{\displaystyle ;}表示共变微分算子。在一个平坦各向同性宇宙情形，可能有{\displaystyle C_{\ bc}^{a}=0}（I型），但在闭FLRW宇宙情形，{\displaystyle C_{\ bc}^{a}=\varepsilon _{\ bc}^{a}}这里{\displaystyle \varepsilon _{\ bc}^{a}}是列维-奇维塔符号。